# Dialeuropora indochinensis
Dialeuropora indochinensis là một loài côn trùng cánh nửa trong họ Aleyrodidae, phân họ Aleyrodinae.
Dialeuropora indochinensis được Takahashi miêu tả khoa học đầu tiên năm 1942.